# Genea aurea
Genea aurea är en tvåvingeart som beskrevs av James 1947. Genea aurea ingår i släktet Genea och familjen parasitflugor. Inga underarter finns listade i Catalogue of Life.